# Eduard Kaufmann (Organist)

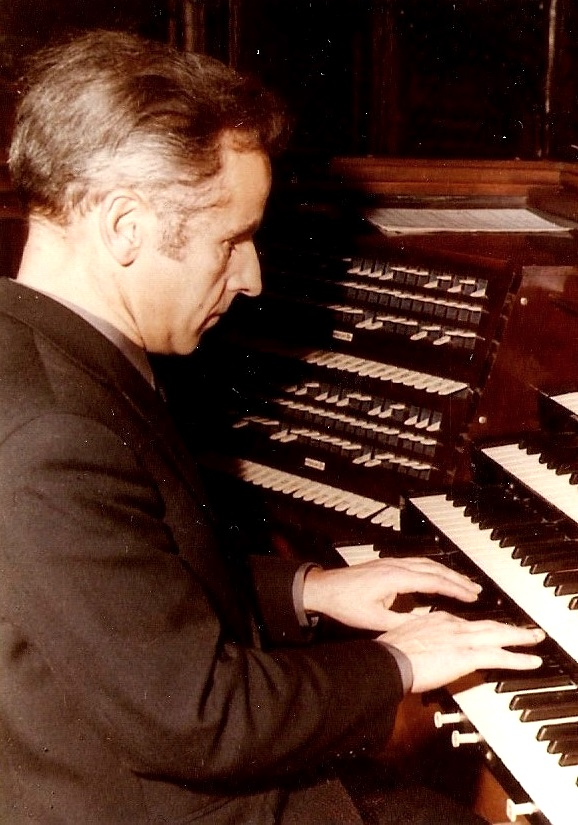
Eduard Kaufmann an der Orgel

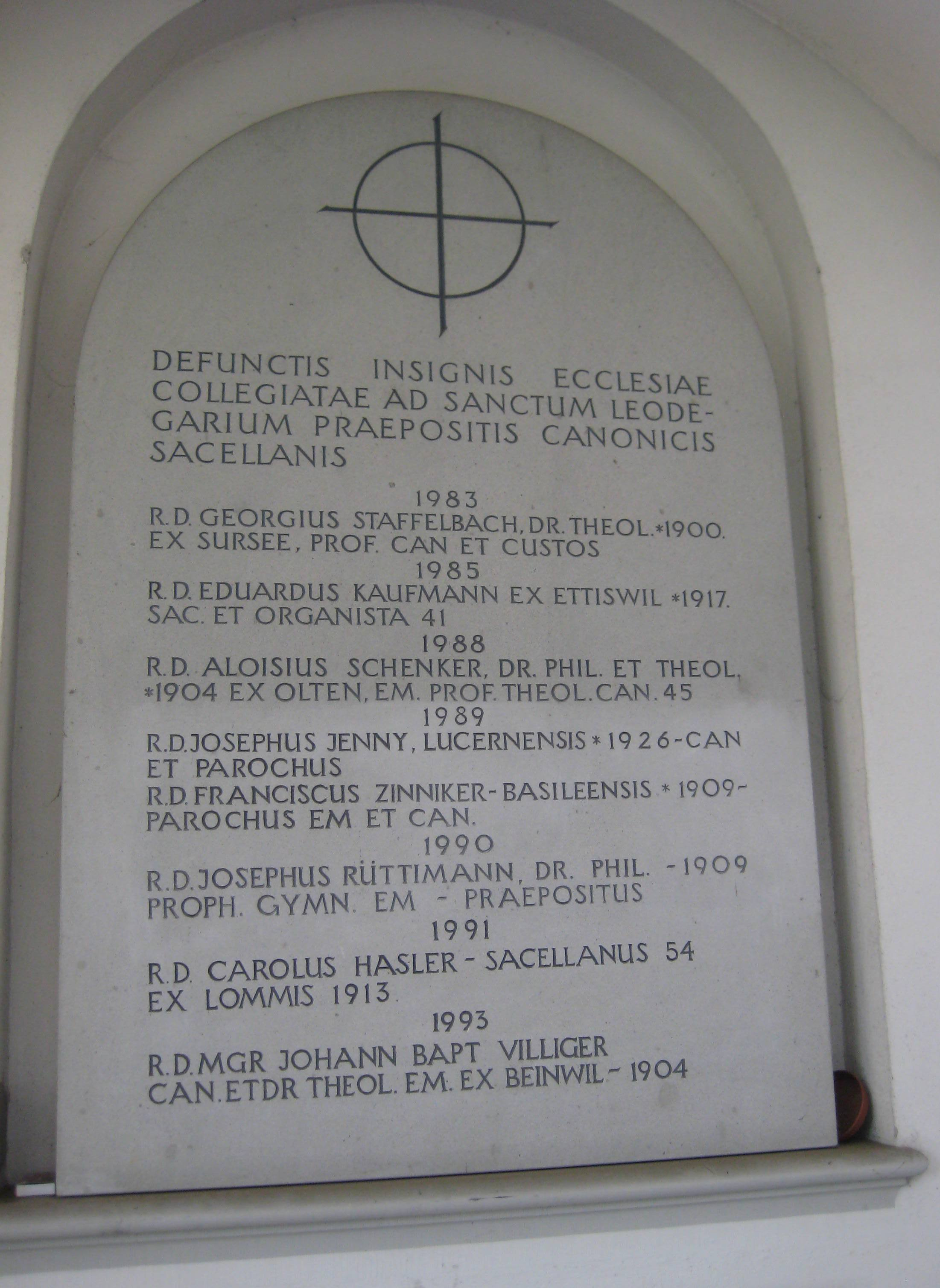
Grabstätte von Eduard Kaufmann am Friedhof der Hofkirche in Luzern

Eduard Kaufmann (* 17. Dezember 1917 in Ettiswil; † 22. Februar 1985 in Luzern) war ein Schweizer Organist, Priester und Religionslehrer.

## Leben und Werdegang
Eduard Kaufmann entstammte einer Bauernfamilie aus Ettiswil (Kanton Luzern), deren einige Mitglieder musikalisch begabt waren. Sein Vater Johann war Musikdirektor und spielte mehrere Instrumente. Er war auch während zweier Jahre als Soldat der Schweizer Garde im Vatikan und dort Mitglied der gardeeigenen Musikkapelle.
Die Stiftsschule Einsiedeln schloss Eduard Kaufmann mit der Matura ab. Anschliessend studierte er an der Theologischen Fakultät in Luzern und an der Universität Freiburg, sowie am Priesterseminar in Solothurn.
Von 1943 bis 1946 war er als Pfarrvikar (in Allschwil BL und Niedererlinsbach SO) tätig. Mitte August 1946 trat er das Amt eines Stiftskaplans zu St. Leodegar im Hof in Luzern an, 1948 wurde er zum Stiftsorganisten ernannt.
Er ist der Onkel des Politikers und Wirtschaftsberaters Hans Kaufmann.

## Musikalische Laufbahn
Seine musikalische Ausbildung hatte Eduard Kaufmann am Konservatorium Luzern erworben, das er mit drei Diplomen abschloss: für Orgel und Direktion, das Lehrerdiplom für Klavier und das Solisten-/Konzertdiplom für Orgel. Sein Wissen gab er als Dozent für Kirchenmusik an der Theologischen Fakultät Luzern weiter (1951 bis 1963). Zudem unterrichtete er an der Schweizerischen Kirchenmusikschule Luzern. Er wurde regelmässig als Experte für Orgelneubauten und -restaurationen beigezogen. Fürs Vaterland schrieb er regelmässig Kritiken zum Musikbetrieb.
Noch vor dem Umbau der Orgel in der Hofkirche nahm er eine Schallplatte auf, um den ursprünglichen Klang des Instruments festzuhalten. Als Konzertorganist bestritt er viele Orgelkonzerte im In- und Ausland, so auch in Luzern im Rahmen der Internationalen Musikfestwochen. 1957, also fast zu erster Stunde, wurde Eduard Kaufmann Mitglied der Luzerner «Festival Strings Lucerne». Hier spielte er vorwiegend Cembalo, gelegentlich Orgel. Mit diesem Kammerorchester unternahm er viele Konzertreisen durch die Schweiz wie auch ins Ausland, z. B. nach Wien, Prag, Athen, London, Edinburg, Salzburg, München, Stockholm oder Dubrovnik. Die Konzerttätigkeit führte die Festival Strings nach Deutschland, Frankreich, Finnland, Schweden und Norwegen, aber auch nach Nordamerika, Kanada, Kuba, Japan sowie das damalige Rhodesien und Südafrika. Eduard Kaufmann blieb dem Ensemble, mit welchem er auch mehrere Schallplatten aufnahm, bis 1983 treu.
Bei aller Beschäftigung mit der Musik blieb Eduard Kaufmann Priester: im täglichen Chordienst des Chorherrenstiftes, als Religionslehrer an der Privatschule Rey und am «Institut St. Agnes» oder als Seelsorger. Seine letzte Ruhestätte befindet sich im Friedhof hinter der Hofkirche Luzern, in der Nähe seiner Wirkungsstätte und seiner Wohnung.

## Tonträger

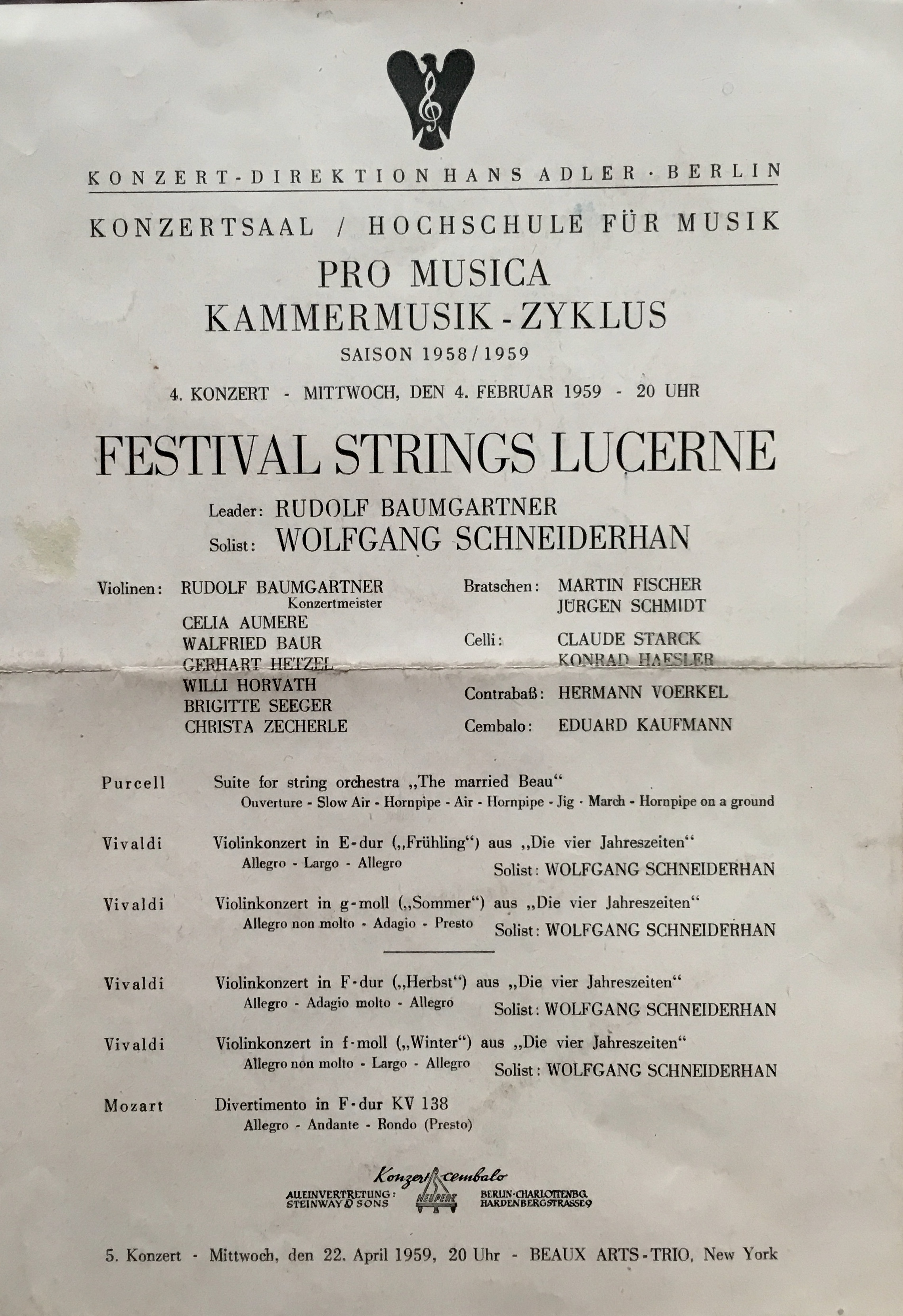
Musikprogramm der Konzert-Direktion Hans Adler, Berlin, 1959

- Orgelmusik aus der Hofkirche Luzern. Eduard Kaufmann, Orgel. Armida, 1972.[13]
- Tomaso Albinoni: Adagio. Festival Strings Lucerne, Eduard Kaufmann, Orgel.[14][15]
- Festival Strings Lucerne – Mozart. Leitung R. Baumgartner. Eurodisc, 1974.
- Messe zu Ehren des hl. Franziskus, Präludium Tollite portas, Jubilate deo, Beata-Magnificat, Justorum animae, Et introibo ad altare Dei. Ursula Buckel (Sopran), Eduard Stocker (Bass), Stiftschor der Hofkirche St. Leodegar Luzern, Luzerner Kammerorchester ad hoc, Eduard Kaufmann (Orgel), Leitung: Albert Jenny. FONO FGL 25-4305.